# Anarchist Mountain
Anarchist Mountain är ett berg i Kanada.   Det ligger i provinsen British Columbia, i den södra delen av landet, 3 300 km väster om huvudstaden Ottawa. Toppen på Anarchist Mountain är 1 491 meter över havet, eller 328 meter över den omgivande terrängen. Bredden vid basen är 4,0 km.
Terrängen runt Anarchist Mountain är huvudsakligen kuperad, men västerut är den bergig.Runt Anarchist Mountain är det mycket glesbefolkat, med 2 invånare per kvadratkilometer.. Närmaste större samhälle är Osoyoos, 8,5 km väster om Anarchist Mountain.
Trakten runt Anarchist Mountain består i huvudsak av gräsmarker.